# 雷茲科納 (印第安納州)
雷茲科納（英語：Reds Corner）是位於美國印第安納州約翰遜縣的一個非建制地區。該地的面積和人口皆未知。